# ADC Airlines
ADC Airlines — бывшая авиакомпания Нигерии со штаб-квартирой в городе Икеджа (Лагос), работавшая в сфере регулярных и региональных чартерных пассажирских перевозок по аэропортам городов внутри страны и за её пределами.
Портом приписки авиакомпании и её главным транзитным узлом (хабом) являлся международный аэропорт имени Мурталы Мохаммеда в Лагосе.

## История
В декабре 1984 года была образована управляющая компания «Aviation Development Company plc», которая в 1990 году сформировала авиакомпанию ADC Airlines. Новый авиаперевозчик начал операционную деятельность 1 января 1991 года. В 1994 году компания прошла процедуру публичного акционирования и разместила свои акции на Нигерийской фондовой бирже.
К 1992 году ADC Airlines развернула маршрутную сеть регулярных пассажирских перевозок в аэропорты городов Калабар, Порт-Харкорт, Лагос, Абуджа и Кадуна, а также на региональных международных направлениях: в Монровию (Либерия), Фритаун (Сьерра-Леоне), Конакри (Гвинея), Банжул (Гамбия) и Аккру (Гана).
В 2000 году управляющая компания приняла решение приостановить все полёты ADC Airlines с целью её рекапитализации. В феврале 2002 года флот перевозчика пополнился самолётом Boeing 737—200, и в том же месяце лайнер начал работать на регулярном маршруте Лагос-Калабар. Позднее в эксплуатацию были введены ещё три самолёта Boeing 737.
В 2007 году ADC Airlines не прошла процедуры рекапитализации и перерегистрации в Управлении гражданской авиации Нигерии (NCAA), которыю по распоряжению правительства должны были пройти все авиакомпании страны в срок до 30 апреля 2007 года. Тем самым, ADC Airlines наряду с шестью другими авиакомпаниями страны (Fresh Air, Sosoliso Airlines, Albarka Air, Chrome Air Service, Dasab Airlines и Space World Airline) не получила разрешение на выполнение коммерческих авиаперевозок и прекратила дальнейшую операционную деятельность в 2007 году.

## Маршрутная сеть

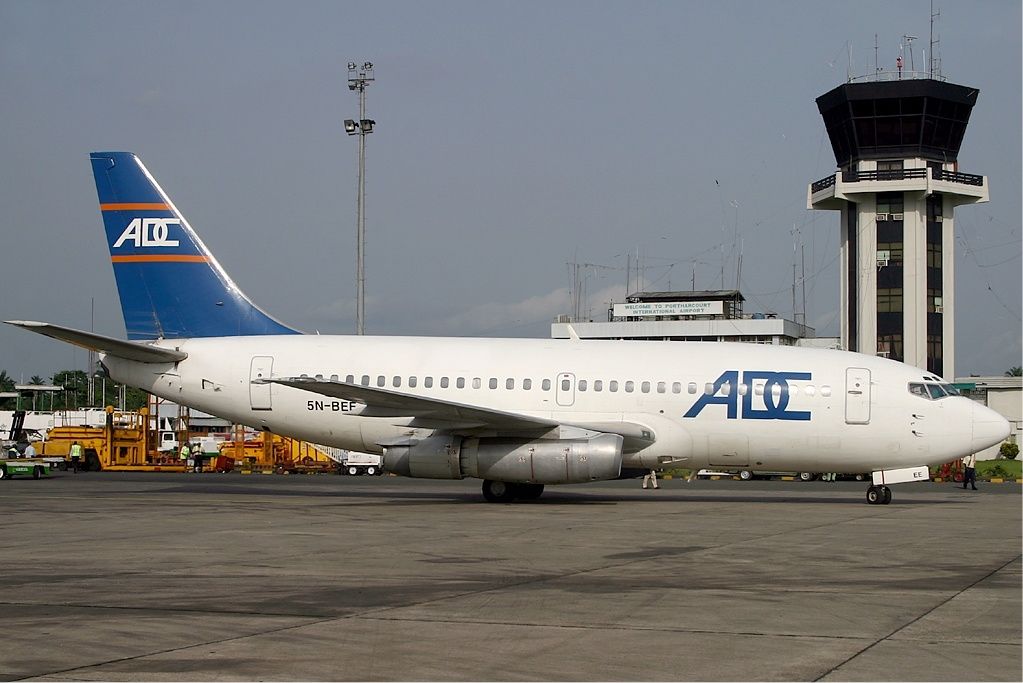
Boeing 737-200 авиакомпании ADC Airlines в международном аэропорту Порт-Харкорт

В феврале 2005 года маршрутная сеть авиакомпании ADC airlines выполняла более 120 регулярных рейсов в неделю по следующим пунктам назначения:
- из Абуджи в Лагос, Сокото и Йолу
- из Калабара в Лагос и Порт-Харкорт
- из Лагоса в Абуджу, Калабар, Порт-Харкорт, Сокото и Йолу
- из Порт-Харкорта в Калабар и Лагос
- из Сокото в Абуджу и Лагос
- из Йолы в Абуджу и Лагос

Все рейсы временно останавливались после авиакатастрофы рейса 053.

## Флот
В октябре 2006 года воздушный флот авиакомпании ADC Airlines составляли следующие самолёты:
- 3 Boeing 737-200

### Прежние
Ранее компания эксплуатировала один Boeing 707-338C, два BAC 1-11, три Boeing 727, три Douglas DC-9, один Lockheed L-1011 TriStar и один ATR 42.

## Авиапроисшествия и несчастные случаи
- 7 ноября 1996 года. Самолёт Boeing 727—231 (регистрационный 5N-BBG) выполнял регулярный рейс 086 из международного аэропорта Порт-Харкорт в Лагос. В процессе снижения при заходе на посадку экипаж попытался уйти от столкновения с другим самолётом, в результате чего лайнер вошёл в штопор и разбился в 30 километрах от аэропорта назначения. На борту находились 134 пассажира и 10 членов экипажа, все погибли.

- 29 октября 2006 года. Самолёт Boeing 737-2B7 (регистрационный 5N-BFK), следовавший регулярным рейсом 053 Абуджа-Сокото, потерпел крушение сразу после взлёта из международного аэропорта имени Ннамби Азикиве. Лайнер упал в поле, погибли 96 человек на борту, восьми пассажирам и одному члену экипажа удалось выжить[3]. Причиной катастрофы названы плохие метеоусловия — экипаж перед вылетом трижды предупреждался о сильном порывистом ветре и надвигающемся на аэропорт грозовом фронте, однако принял решение на взлёт. В катастрофе погибли духовный лидер нигерийских мусульман султан Мохаммаду Массидо, два сенатора (один из них был сыном Массидо), вице-губернатор нигерийского штата Сокото и другие известные люди и высокопоставленные лица[4][5][6].